# Abdelfettah Rhiati
Abdelfettah Rhiati, né le 25 février 1963 à Fès, est un footballeur international marocain.

## Biographie

### En club
Fettah commence sa carrière de joueur au Maghreb de Fès. En 1983, son club est champion. Par la même, Fettah termine meilleur buteur du club, avec 13 réalisations. Deux ans plus tard, en 1984-1985, le MAS remporte de nouveau le championnat. Il enchaîne, en 1988, avec la coupe nationale.
En 1989-1990, il évolue aussi en Suisse, au Neuchâtel Xamax. Lors d'une rencontre face au FC Saint-Gall, et bien qu'il ait jeûné, sans que son entraîneur en sache quelque chose, il parvient à mener son équipe à la victoire (4-3), avec, à la clé, un triplé.
Puis, sous l'insistance du président du MAS de l'époque, Said Belkhayat, il rentre après au bercail, après que Belkhayat lui ait promis, lors d'un voyage spécial en Suisse, de toucher un salaire similaire à celui qu'il perçoit chez les Helvètes,. À son retour, cependant, il ne marque aucun but lors de ses 6 premières rencontres sous les couleurs fassies. Il en ressent une grande pression. Ce n'est que lors du septième match, face Fath de Rabat, qu'il parvient à inscrire un but, qui plus est face à Badou Zaki, capitaine, alors, de l'équipe du Maroc, et, lui aussi, rentré au pays, après une expérience espagnole de plus de 5 saisons au RCD Majorque.

### En sélection
En 1986, Fettah participe à la Coupe d'Afrique des nations 1986, puis, dans la foulée, à la Coupe du monde. Deux ans plus tard, en 1988, une déchirure musculaire, après laquelle il subit une opération chirurgicale dans une clinique de Fès, le prive de sa deuxième CAN. Durant les deux jours de convalescence qu'il passe à la clinique, il pleure à chaque fois qu'il se rappelle l'occasion ratée de jouer une compétition continentale organisée dans son propre pays.

## Ses matchs avec l'équipe nationale
1. 07/04/1985 Rabat : Maroc vs Malawi 2 - 0 Elim. CM 1986
2. 21/04/1985 Malawi - Maroc à Blantyre 0 - 0 Elim. CM 1986
3. 06/10/1985 Rabat : Maroc - Libye 3 - 0 Elim. CM 1986
4. 19/02/1986 Rabat : Maroc vs Bulgarie 0 - 0 Amical
5. 08/03/1986 Alexandrie : Algérie vs Maroc 0 - 0 CAN 1986
6. 14/03/1986 Zambie - Maroc à Alexandrie 0 - 1 CAN 1986
7. 17/03/1986 Le Caire : Egypte - Maroc 1 - 0 Demi-finale CAN 1986
8. 20/03/1986 Le Caire : Côte d'Ivoire - Maroc 3 - 2 Classement CAN 1986…..1 But
9. 15/12/1988 Rabat : Maroc vs Gabon 5 - 2 Amical…………………………...…1 But
10. 22/12/1988 Rabat : Maroc vs Guinée 1 - 0 Amical
11. 08/01/1989 Rabat : Maroc vs Zambie 1 - 0 Elim. CM 1990……………..…….1 But
12. 22/01/1989 : Tunis : Tunisie - Maroc : 2 - 1 Elim. CM 1990
13. 22/03/1989 Bejaia : Algérie vs Maroc 1 - 1 Amical
14. 01/04/1989 Dakar : Sénégal vs Maroc 2 - 1 Amical………………………..…..1 But
15. 09/04/1989 Bamako : Mali vs Maroc 0 - 0 Elim. CAN 1990
16. 23/04/1989 Marrakech : Maroc vs Mali 1 - 1 Elim. CAN 1990

## Palmarès

### En club
- Avec le Maghreb de Fès :
  - Vainqueur du Championnat du Maroc en 1983 et 1985
  - Vainqueur de la Coupe du Trône en 1988.

### En sélection
- Quatrième place à la Coupe d'Afrique des nations 1986.